# Henney Kilowatt

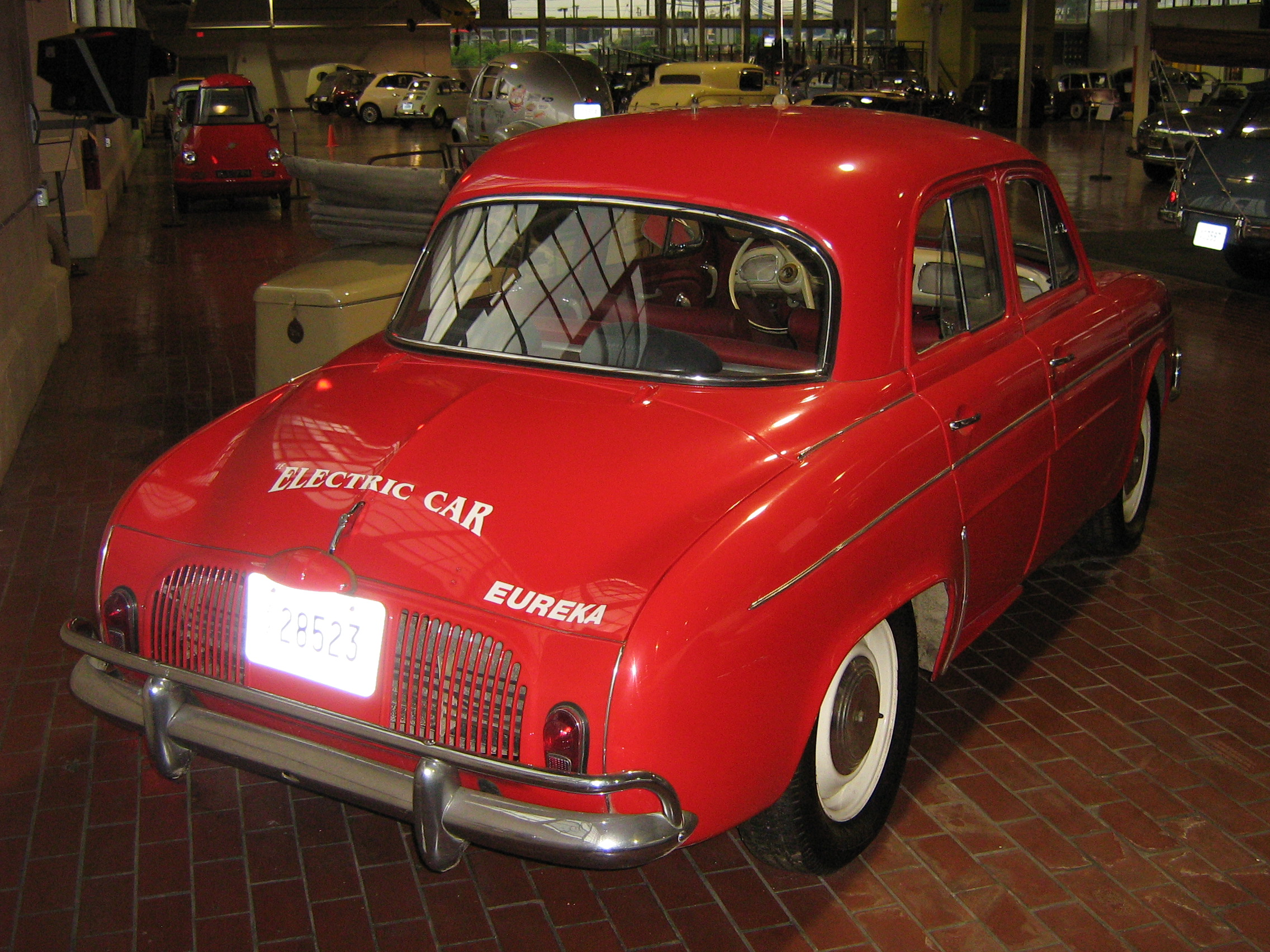
Heckansicht

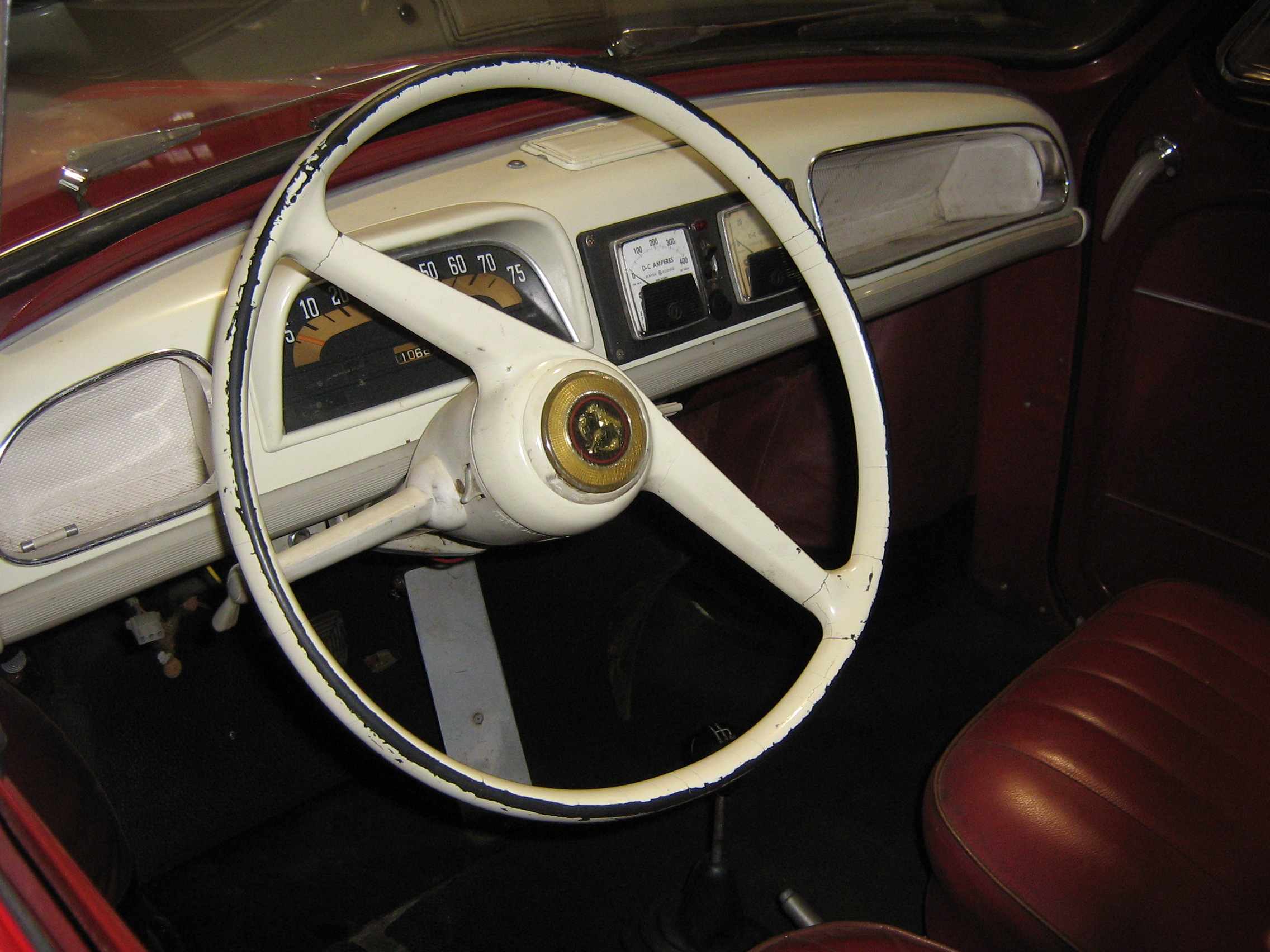
Armaturenbrett

Der Henney Kilowatt ist ein Elektroauto, das im Auftrag der Henney Motor Company entwickelt und von 1959 bis 1960 gebaut wurde.

## Hersteller-Konsortium
Die Entwicklung der Antriebstechnik des Kilowatt wurde von einem Konsortium vorangetrieben, dessen treibende Kraft Feldman mit seiner National Union Electric Corporation war. Beteiligt waren auch die Präsidenten der Atlantic City Electric Company, B. L. England, und der Exide Battery Corporation, Morrison McMullan Jr. Neben diesen beiden Partner-Unternehmen und Henney bezog Feldman mit der Eureka Williams Corporation eine weitere seiner Tochtergesellschaften ein. Mehrere kleinere Elektrizitätswerke unter Federführung der Atlantic City Electric waren ebenfalls involviert. Exide Batteries war einer von Feldmans Kunden.

## Ein Renault als Basis
Der Hersteller wollte kein komplettes Fahrzeug neu entwickeln. Daher wurde der Renault Dauphine als Basis genommen, der ursprünglich einen Ottomotor im Heck hat. Ein Vorteil war, dass dieses Modell auch in den USA angeboten wurde.
Das Konsortium bestellte beim US-Importeur zunächst 100 Renault Dauphine ohne Antriebsstrang. Umgebaut wurden die Wagen in einem Teil der Werksanlagen der Oneida School Bus Company.
Der Kilowatt erhielt im ersten Jahr einen Elektromotor von General Electric mit 7,2 kW Leistung. Genannt werden 18 2-Volt-Batterien. Victor Wouk, ein Elektroingenieur vom California Institute of Technology, entwickelte den Geschwindigkeitsregler dazu, dessen Produktion erfolgte danach bei Curtis Instruments. Im Folgejahr wurden zwölf 6-Volt-Batterien verwendet. Damit waren 96 km/h Höchstgeschwindigkeit und 96 km Reichweite möglich. Allerdings stiegen damit die Herstellungskosten. Andere Quellen geben zunächst 12 und später 14 6-Volt-Batterien an.
Zu den Fahrleistungen gibt es unterschiedliche Angaben. Für die erste Variante sind 64, 64 und 56–64 km/h Höchstgeschwindigkeit und 64, 64 und 48–64 km Reichweite angegeben. Die zweite Version erreichte 96, 80 und 60–80 km/h Höchstgeschwindigkeit und 96, 75 und 64–80 km Reichweite.
Das Leergewicht betrug je nach Ausführung 950 bis 1100 kg bzw. 968 bis 1154 kg.
Zwischen 1959 und 1960 entstanden weniger als 50 Exemplare. Oft wird die Zahl von 47 genannt. Gesichert überliefert ist der Verkauf von 32 Fahrzeugen, davon 24 des 1959er Modelljahres und 8 des 1960er Modelljahres.
Nur noch wenige Fahrzeuge existieren. Eines befindet sich in der Sammlung von Renault. Im Februar 2008 wurde eines auf eBay angeboten, erreichte aber den Mindestpreis von 7800 US-Dollar nicht.